# ساندي بيترسن
ساندي بيترسن (بالإنجليزية: Sandy Petersen)‏ مواليد 16 سبتمبر 1955 في سانت لويس، هو مصمم ألعاب فيديو أمريكي. مشهور بعمله على سلسلة «دوم» حيث انضم لشركة إد سوفتوير في 1993 قبل إطلاق لعبة دوم الأولى بعشرة أسابيع وقام بتصميم 19 مستوى للعبة. وصمم لاحقا 17 مستوى للعبة «دوم 2». كما صمم 7 مستويات للعبة كوايك.

## النشأة والتعليم
ولد بيترسن في سانت لويس (ميزوري) بتاريخ 16 سبتمبر 1955 ودرس في جامعة كاليفورنيا (بركلي) حيث تخصص في علم الحيوان.